# Con los mismos colores

Con los mismos colores es una película argentina del género de comedia filmada en blanco y negro dirigida por Carlos Torres Ríos sobre un guion de Ricardo Lorenzo Rodríguez (Borocotó) que se estrenó el 20 de septiembre de 1949 y que tuvo como protagonistas a Nelly Darén, Mabel Dorán, Guillermo Pedemonte, Alfredo Di Stéfano, Norberto Méndez y Mario Boyé, estos tres últimos, destacados futbolistas. 

## Reparto
- Nelly Darén
- Alfredo Di Stéfano
- Mabel Dorán
- Guillermo Pedemonte
- Norberto Méndez
- Mario Boyé
- Ermete Meliante
- Arsenio Perdiguero
- María Luisa Santés
- Juan Massey
- Nilda Arrieta
- Dante Albarelli
- Marcelo Castro
- Rogelio Gil
- Enrique Colombo

## Sinopsis
Tres chicos de barrio que llegan a ser futbolistas de fama.

## Comentario
Con guion del conocido periodista deportivo uruguayo de larga trayectoria en Argentina, Ricardo Lorenzo Rodríguez (Borocotó) el filme trató de aprovechar el éxito de la película Pelota de trapo que había dirigido Leopoldo Torres Ríos también sobre guion de Borocotó, para lo cual convocaron a tres futbolistas muy conocidos provenientes de clubes de fútbol muy populares: Alfredo Di Stéfano (Club Atlético River Plate), Norberto Méndez (transferido al Racing Club desde el Club Atlético Huracán) y Mario Boyé (Club Atlético Boca Juniors).
La crónica del diario La Razón dijo: “El director (…) ajusta su labor a una estricta hilación biográfica de débil consistencia que se torna simple exposición narrativa (…) pero de una exacta visión ambiental”.